# 平見夕紀
平見 夕紀（ひらみ ゆふき、読みはひらみゆうき、1972年12月5日 - ）は、日本のフリーアナウンサー。石川県七尾市出身。テレビ金沢の元アナウンサー。現在はフリーランスとして、石川県内で活動している。

## 出演番組

### 現在
- いしかわ大百科 (テレビ金沢)

### 過去
いずれもテレビ金沢。
- テレビ金沢昼Nワイド（1994.4-1995.3）
- びービーみつばち（2007年7月以降、「平見夕紀のゆうゆう紀行」担当）
- 2時間ワイド じゃんけんぽん（香林坊アトリオ前からの中継等を担当）
- 花のテレ金ちゃん（2009.7-2012.9）
- 石川まるごと探検隊（2009年10月以降、現・テレビ北海道アナウンサー丹羽真由実と交代）
- 能登歌謡祭
- いしかわの観光
- じゃんサタ

## CM
- 北國新聞 試し読みキャンペーン（2017年度、戸丸彰子と共演）